# Jenny Verbeeck
Jenny Verbeeck is een personage uit de Vlaamse soapserie Thuis. Janine Bischops speelde de rol vanaf reeks 1 (en aflevering 1). Op 14 juni 2016 werd bekend dat Bischops haar ontslag had ingediend. In het najaar van 2016 verliet ze de serie definitief.

## Familie
Jenny is de zus van Rosa Verbeeck. Ze was in het eerste seizoen nog getrouwd met Frank Bomans, maar omdat Frank haar om de haverklap bedroog ging Jenny weg van huis en trok tijdelijk in ten huize Bastiaens. In reeks 2 scheidden ze definitief. In reeks 5 hertrouwt ze met Dré Van Goethem, maar ook dat huwelijk loopt op de klippen. Uit haar huwelijk met Frank heeft ze een dochter: Bianca. Later wordt ze een koppel met Leo Vertongen.

## Verhaallijnen
Nadat Jenny bij Frank weggaat, gaat ze een tijdje bij Walter en Marianne wonen. Ze begint iets met Walter, die op dat moment echter een relatie had met Jenny's zus, Rosa. Er komt een ruzie tussen Jenny en Rosa, maar deze wordt bijgelegd. Daarna begint ze ook een relatie met Marianne haar broer, Carlos Bastiaens. Carlos is seropositief en de relatie kan niet blijven duren. 
In reeks 5 trouwt ze met Dré, de dokter die in het kabinet van de familie Bastiaens werkt. Ze bedriegt hem echter een tijdje met zijn beste vriend, Willy, waardoor Dré haar aan de deur zet wanneer hij het ontdekt. Bijna komt het tot een scheiding, maar ze komen terug samen (dit was de laatste wens van de stervende Willy) en gaan samen in Zuid-Frankrijk wonen. Jenny kan echter niet wennen aan het leven in Zuid-Frankrijk en komt zonder Dré terug naar België. Ze begint nog een relatie met Victor Corthout, maar er gebeuren vreemde dingen. Zo blijkt dat Victor een crimineel verleden heeft en ook bij Victor zet ze een punt achter haar relatie met hem.
Jenny heeft een hele tijd in het kapsalon van Rosa gewerkt en jarenlang in Hof Ter Smissen (Ter Smissen is eigendom van haar boezemvriendin Marianne), ook samen met Rosa. Daarna werkte ze aan de dispatch bij Taxi Ter Smissen. Nadat Rosa vertrok uit Hof Ter Smissen heeft Marianne aan Jenny gevraagd om het weer over te nemen. Jenny gaat op dit aanbod in. Wanneer Rosa en Jenny hun ruzie kunnen bijleggen, kan Rosa weer aan de slag in Hof Ter Smissen.
Wanneer Bianca en Mo naar Marokko willen verhuizen om Robin voor zich te winnen, vraagt Bianca aan Jenny om mee te gaan. Ze twijfelt erg hard en beslist uiteindelijk om mee te gaan omdat ze haar dochter niet kan missen. Ze pakt haar koffers en laat Rosa en Ter Smissen achter. Maar ze kan België, Rosa en Leo niet missen en beslist op het laatste om toch in België te blijven.
Na een verwoestende brand in Ter Smissen opent Jenny met haar zus een bed & breakfast: Zus & Zo. De zaken lopen goed, maar dan ontdekt Jenny een knobbeltje in haar borst. Onderzoek wijst uit dat ze opnieuw borstkanker heeft. Jenny wordt echter succesvol geopereerd en moet de nodige bestralingen ondergaan. Door de ziekte van Jenny blazen zij en Marianne ook hun verwaterde vriendschap nieuw leven in. 
Reeks 19: Het werk in de Zus & Zo stijgt Rosa en Jenny boven het hoofd en ze moeten een persoon extra aannemen. Ze proberen het bij Julia Van Capelle die al geruime tijd geleden ontslag heeft genomen in de Frens. Julia gaat hier na even twijfelen op in. Jenny krijgt het al snel moeilijk met Julia. Julia is veel jonger en beter ter been dan Jenny. Jenny voelt zich bedreigd in haar job. Jenny probeert samen met Nancy, die ook problemen heeft met Julia, haar buiten te pesten. Na een ruzie midden in de zaal neemt ze kwaad terug ontslag. Jenny gaat (onder druk van Rosa) haar excuses aanbieden. Julia heeft moeite om deze te aanvaarden, maar beslist uiteindelijk om terug te beginnen. Nancy blijft echter nog even moeilijk doen, maar uiteindelijk begraaft ook zij de strijdbijl.
Ondertussen hebben ze nog andere dingen aan hun hoofd: de eigenaars van de Zus & Zo hebben laten weten naar Frankrijk te vertrekken en de Zus & Zo te verkopen. Rosa, Waldek, Jenny, Leo, Peggy en Peter krijgen geen 750 000 € bij elkaar. Jenny vertelt Marianne over de situatie, deze is meteen geïnteresseerd. Marianne wordt uiteindelijk nog overstegen door Luc Bomans, hij wordt de nieuwe eigenaar. Rosa en Jenny mogen wel blijven.
Als Jenny en Leo beslissen op pensioen te gaan, staat ze voor een moeilijke beslissing. Ze wil haar aandelen verkopen en Peggy en Luc zijn kandidaat. Ze denkt er eerst over na haar aandelen aan Luc te verkopen om de familie samen te houden maar kiest toch voor Peggy wanneer zij belooft het professioneel aan te pakken.
Nadat Bianca haar been breekt, beslist Jenny om samen met Leo voor onbepaalde tijd naar Marokko te gaan. Leo kwam na een tijdje terug maar Jenny besloot in Marokko te blijven om voor Bianca te zorgen die zwanger bleek te zijn. Een paar maanden later besloot Jenny om ook terug te keren, maar ze zakte in de luchthaven in elkaar wegens een hartaanval en ze stierf uiteindelijk, maar haar overlijden kwam niet in beeld. Jenny wordt op vraag van Bianca begraven in Marokko.

## Trivia
- Jenny's sterrenbeeld is Stier. Bianca Bomans is haar kind, Robin Bomans en Jenny Fawzi zijn haar kleinkinderen.